# Musique péruvienne

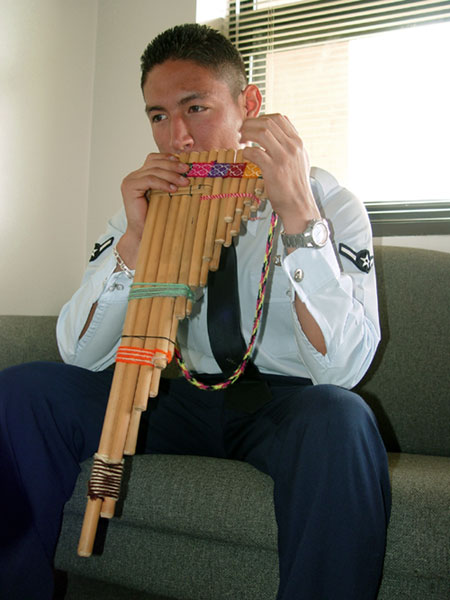
Un musicien jouant de la flûte péruvienne.

Le développement de la musique péruvienne va de pair avec l'histoire de la culture au Pérou, à la fois sur la côte, la région andine et dans la jungle amazonienne de ce pays.

## Histoire
Cette musique est le produit d'une histoire qui remonte à près de 5 000 ans, bien avant l'empire des Incas. Retrouver des traces de cette musique (pré-)incaïque est évidemment très difficile du fait qu’il n’existe que de très rares traces écrites (à l’exception des reprises dans des compositions ultérieures faites par les Espagnols au XVIe siècle). Dans des cultures telles que Mochica, Chimú et Paracas sur la côte, il y a des indications primitives de pratiques musicales avec des instruments archaïques qu'ils utilisaient pour célébrer et adorer leurs dieux, toujours accompagnés de danse. Les musiciens de la civilisation Nazca jouissaient d'une réputation. Cette affirmation est soutenue par d'importants musicologues étrangers et péruviens tels que Charles Williams Mead (1924), Raoul et Marguerite d'Harcourt (1925),, Carlos Vega (1932), Mariano Béjar Pacheco (1935), André Sas Orchassal (1938-1939), Robert Stevenson (1959), Alberto Rossel Castro (1960), César Bolaños (1980-1988), Américo Valencia Chacón (1982), Miguel Oblitas Bustamante (1984-2009), Arturo Ruiz del Pozo (1992), Giuseppe Orefici (1999), Anna Gruczinska (2001), Milano Trejo et Carlos Mansilla (2006).
D'autres instruments de musique trouvés dans les tombes des Nazcas - en céramique - sont les quenas, les trompettes, les grosses caisses et les tambours. Dans le cas des tambours Nazca, la tête était placée en bas et, pour la faire sonner, elle était tournée sur le côté. Tous ces instruments de musique sont très artistiquement décorés, avec des scènes ou des dessins mythiques, et des animaux stylisés, tous avec des caractéristiques polychromes. Souvent, les instruments avaient aussi des formes anthropomorphes, comme des têtes de personnes, ou aussi d'animaux.
L'important musicologue, compositeur et chef d'orchestre Miguel Oblitas Bustamante interprète plusieurs de ses œuvres avec les différentes gammes de l'ancienne Nasca, comme la symphonie Las Pampas de Nasca, Dance Nasca, entre autres.
Les cérémonies en l'honneur d'une divinité ou les cultes agraires sont l'occasion de jouer de la musique ou d’exécuter des danses. Le calendrier de l'empire inca possède de nombreuses fêtes rituelles en rapport avec l'agriculture où qui marquent les solstices. La cérémonie dédiée au dieu du soleil Inti se déroulait dans la cité sacrée de Cuzco pour célébrer l'union éternelle du soleil avec les hommes qui permettait de renforcer également l'unité de l'empire et des peuples soumis.
Les instruments de musique les plus anciens découverts au Pérou ont été trouvés dans la cité de Caral, des instruments à vent faits avec des os de pélicans. Les tambours sont généralement faits de peau de camélidés mais il y en avait certains faits avec de la peau humaine des ennemis vaincus ou des chefs rebelles. On trouve de nombreuses représentations de caja  sur les poteries péruviennes. Des trompettes en or, en argent et en cuivre sont également documentées, ainsi que des instruments fabriqués à partir d'os de cerfs ou de chiens andins. Le cajón est devenu progressivement l’instrument  des musiciens noirs du pays, à qui le colon blanc interdisait l’usage du tambour. Plus tard, avec l'arrivée des conquérants européens et le flux des populations africaines et asiatiques, le métissage culturel a créé un vaste paysage musical au Pérou.
Les Andes sont une barrière naturelle qui permet le développement de danses régionales, dans certaines régions elles sont si nombreuses que chaque village à la sienne, c'est le cas de Cuzco ou Puno. La caractéristique principale de la musique péruvienne tout comme l’exécution des chorégraphies sont issues du métissage culturel.. Un vaste paysage musical s'est créé et subsiste dans tout le Pérou. La plupart des musiques indigènes ont été métissées avec des instruments et des rythmes espagnols ou africains. C'est donc dans les régions des Andes ou d'Amazonie que se perpétuent les mélodies des peuples originaires les plus pures. Elles sont élaborées selon une gamme pentatonique, sans harmonisation ni modulation. Les traits les plus caractéristiques du pentatonique péruvien sont: la courbe descendante des mélodies; la fréquence de l'échelle sol-mi-ré-la-do, caractérisée par l'intervalle de tierce mineure (la-do), qui termine les mélodies de ce mode; les grands sauts d'intervalles au cours du développement.

## Musique traditionnelle

### Musique créole
La musique créole, également canción Criolla est un genre varié de musique typique péruvienne de la côte péruvienne qui a des influences et des mélanges musicaux et rythmiques des colonisateurs espagnols, des indigènes iu Pérou et des esclaves africains. Le nom est basé sur le terme criolla et reflète la musique de la côte péruvienne. La Música Criolla apparaît comme un élément intégrateur de la société péruvienne. Elle a été influencée par les menuets français, la valse viennoise, la mazurka polonaise, la jota espagnole et les expressions métisses de la côte centrale.
C'est par l'œuvre de Felipe Pinglo Alva, Chabuca Granda et Edith Barr, Augusto Polo Campos que la valse péruvienne prend ses lettres de noblesse. Pinglo est l'auteur de plus d'une centaine de chansons et son langage musical incorpore des mélodies et des harmonies très complexes, assumant l'influence d'expressions nord-américaines telles que le blues et le fox-trot. Ce processus de réinterprétation d'éléments étrangers pour parvenir à sa propre identité est observé dans la valse péruvienne, qui est influencée par le tango, le boléro et la bossa nova. El Plebeyo est l'une des compositions les plus remarquables de la musique créole ancienne. La chanson raconte l'histoire d'un amour impossible entre une femme noble et un pauvre roturier.
D'autre part, la musique académique ou savante commence également à introduire des éléments populaires, en particulier les andins, initiant une tendance qui a été appelée indigenista. D'autres courants étaient les diverses écoles romantiques-nationalistes de Cusco, Arequipa, Puno, Lima et le Nord.
Le cajón donne à la musique afro-péruvienne cette sonorité, à la fois grave et puissante. Cet instrument de musique se présente comme une caisse rectangulaire creuse avec un orifice circulaire sur une de ses faces. Le joueur de cajón s'assied dessus et commence à le frapper de façon à obtenir une percussion rapide et rythmée. Il fut introduit dans le flamenco par Paco de Lucía, qui lui-même l'avait reçu de Caitro Soto, musicien de Chabuca Granda. Ne pas confondre avec la caja, grand tambour à main circulaire de faible épaisseur d'origine indigène qui tend à disparaitre.
Parmi les figures historiques du genre, citons Nicomedes Santa Cruz, les musiciens du célèbre groupe Perú Negro, les chanteuses Eva Ayllón, ou encore Susana Baca qui est devenue un symbole des droits des peuples vulnérables en menant au cours de sa carrière musicale des recherches sur les racines afro-péruviennes dans la musique du Pérou. Avec l'aide de son mari, le sociologue Ricardo Pereira, elle lance aussi la construction d'un centre pédagogique de musique inclusive appelée Negrocontinuo, où les enfants et les adolescents peuvent se former aux sonorités musicales péruviennes.
La danse nationale est la Marinera, son ancêtre la Zamacueca, la valse péruvienne, dérivée de la valse européenne et le landó font également partie des danses de la côte.

### Musique andine
La musique andine tire ses origines de la musique des peuples de langue quechua, aymara et d'autres peuples de la Cordillère des Andes. Ce terme est souvent utilisé comme synonyme du style musical typique de l'Altiplano des Andes centrales et des régions limitrophes. La richesse de la musique andine dans ce pays est liée au sacré et au lien de ces éléments avec les Andes. Elle agit comme un lien entre l'homme et le cosmos. Les chants de circonstance ou de participation à un rituel, chants d'amour (harawi), d'adieu (cacharpari), de joie (haylli) ou de mélancolie se sont transmis oralement de génération en génération.
Le principal genre musical de la montagne du Pérou est le Huayno, mais on y trouve également : le tondero, le huayno, le tundiqui, le huaylas, la valicha, la kullawa, le Baile de las tijeras (ou danse des ciseaux), ressemblant à un affrontement entre les deux danseurs, similaire à un battle de breakdance, et la Diablada (danse bolivienne), simulant un affrontement entre les démons de l'enfer et les anges du ciel, avec un rythme s'apparentant aux San Juanito.
Il faut faire remarquer le travail d'extrême finesse de la plupart des costumes folkloriques de cette zone, prouvant la maîtrise de l'art textile dans certaines régions.

### Danses d'Amazonie péruvienne
Les danses de l'Amazonie sont les suivantes : le bombobaile ; la pandilla ; le sitaracuy ; le Changanacuy, créole de l'Amazonie péruvienne (La contamanina, Santa Clotilde, amanecer loretano, et guapo marino).
La cumbia de l'Amazonie péruvienne un sous-genre populaire de la cumbia péruvienne créée dans les années 1960 en Amazonie péruvienne, prenant en compte des danses typiques de l'Amazonie avec des rythmes afro-latins et du rock psychédélique : Los Ilusionistas, Juaneco y su Combo - Mujer hilandera, Vacilando con Ayahuasca, Ya se ha muerto mi abuelo, etc..

## Musique classique
La musique classique connait un développement important au Pérou pendant la période de la vice-royauté (Renaissance, baroque) avec une nette influence espagnole et italienne.
Hanacpachap cussicuinin (orthographe moderne : Hanaq pachap kusikuynin ) est un hymne anonyme à la Vierge Marie en langue quechua mais dans un style de musique sacrée largement européen. Composé probablement avant 1622 par le frère franciscain Juan Pérez Bocanegra qui l'a publié en 1631, ce qui en fait la première œuvre de polyphonie vocale imprimée dans le Nouveau Monde. Étant donné que Juan Perez de Bocanegra était l'éditeur du Rituel, de nombreuses sources le citent comme le compositeur de cette œuvre, bien que sa paternité reste incertaine.
Après la guerre avec le Chili et plus à partir du XXe siècle, le courant nationaliste - appelé indigenismo - a été encouragé par la richesse des motifs mélodiques de la musique de la côte et des Andes (laquelle a contribué à de nombreuses compositions inspirées par le système de pentaphonie tonale immémorial), qui a été omniprésente dans les œuvres de nombreux compositeurs.

## Musique contemporaine
Au Pérou, grâce à la revalorisation de la culture, les danses péruviennes, se sont encore plus répandues, y compris la fusion entre de nombreux genres musicaux.
Parmi les groupes et musiciens péruviens contemporains les plus en vue en 2020 se trouvent Juan Diego Florez qui est considéré comme l'un des meilleurs ténors du monde et avec tellement de récompenses qu'ils devraient être catalogués dans un article séparé ; Lucho Quequezana, compositeur de musique traditionnelle péruvienne avec la capacité de jouer de 25 instruments et reconnu par le prix national de la culture 2014 en plus d'accréditer divers prix canadiens ; Susana Baca, est un symbole vivant des droits des peuples vulnérables dont la musique reste toujours d'actualité, lauréate des Latin Grammy Awards en 2002 et 2011; Laguna Pai, groupe de reggae, lauréat du prix du « meilleur groupe de reggae » aux Hollywood Music in Media Awards 2013, et participants aux festivals Rototom 2018 et Miami Reggae 2014 ; et Dengue Dengue Dengue, un groupe de musique électronique expérimentale qui, après quelques années, se fait remarquer en Amérique latine en 2016, il émigre en Europe et rejoint le label portugais Enchufada.
Dans les années 1960, non seulement la musique cubaine est entrée au Pérou (avec La Sonora Matancera, Celina et Reutilio, et plus tard le Dúo Los Compadres), mais aussi la cumbia de Colombie, qui connaîtra un succès croissant dans le monde.
Il y a la cumbia péruvienne apparue à la fin des années 1960 (Los Destellos, Los Mirlos), qui donne lieu à la création de la chicha, le rock péruvien (Los Saicos, Mar de Copas, Fragil, Miki Gonzalez, Los Chabelos), mais également du hip-hop (Pedro Mo), de la salsa et du reggaeton. Les principaux musiciens et chanteurs de chicha sont les enfants de migrants andins qui ont grandi à Lima, qui ont appris la tradition musicale andine grâce à l'influence directe de leurs parents. Leur langue est l'espagnol, les groupes sont  masculins.
Parmi les artistes les plus populaires dans les années 2010, il y a le groupe de cumbia/chicha Grupo 5, et le chanteur de rock péruvien Pedro Suárez-Vértiz.
De jeunes artistes n'hésitent pas à fusionner les sons traditionnels de la musique andine avec des styles tels que le rock, la trap et le hip-hop, tout en continuant de chanter en quechua. Renata Flores et Luis Dallamont (qui signe un contrat avec la multinationale Warner Chappell Music) font notamment partie de ces musiciens les plus représentatifs de cette nouvelle génération. Inspirée par le groupe Uchpa.
L'expérimentation sonore, avec des résonances cosmiques et rituelles, font partie de la scène expérimentale underground de la capitale. Hamann est l'un des représentants de cette scène.